# Giulietta Gordigiani
Giulietta Gordigiani (Firenze, 15 maggio 1871 – Firenze, 27 febbraio 1957) è stata una cantante lirica e pianista italiana.
Erede della cultura artistica fiorentina, crebbe in un ambiente che le permise di coltivare le belle arti e in particolare quella che è stata la sua grande passione: la musica.

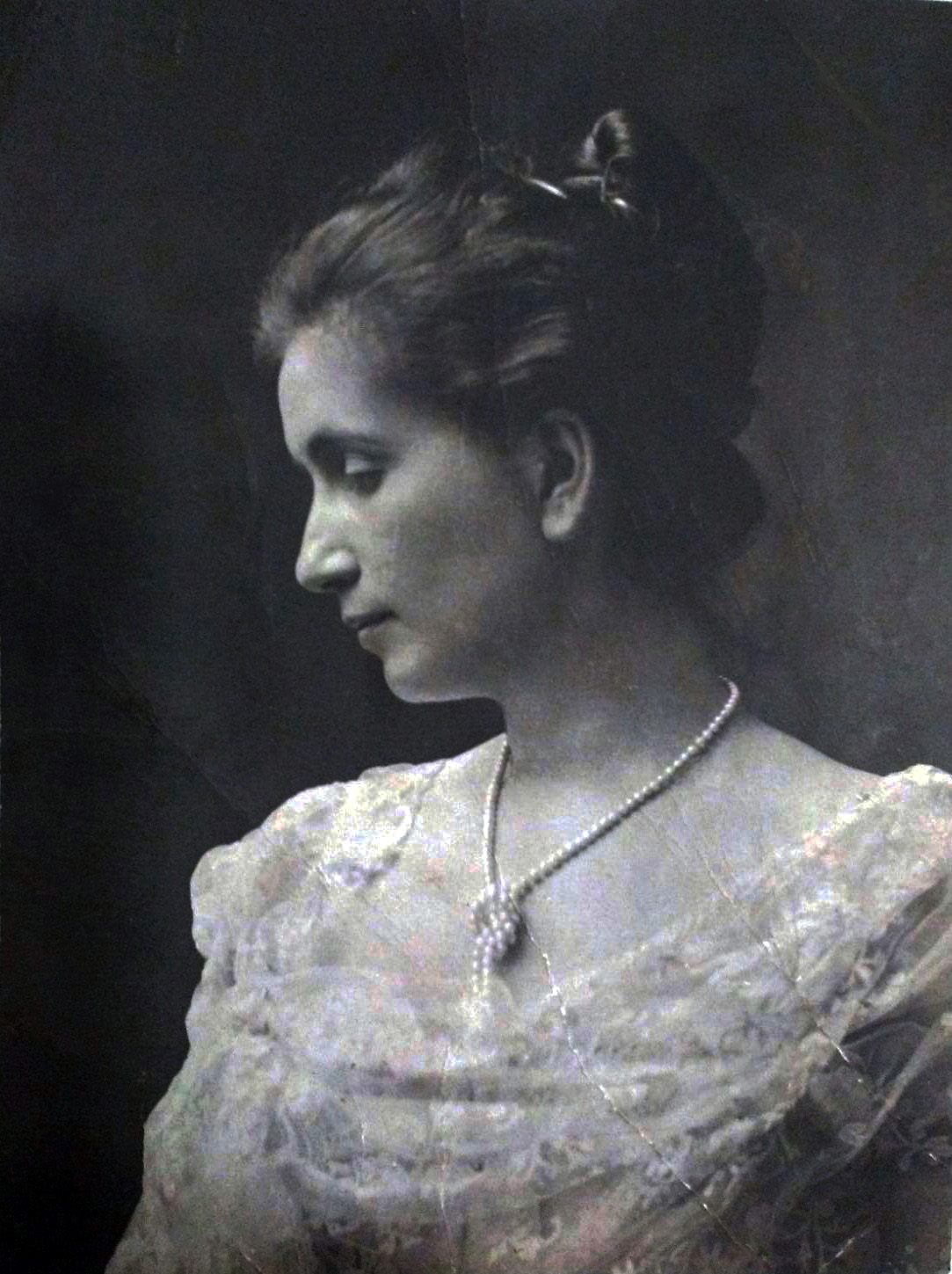
Giulietta Gordigiani

## Origini familiari e gioventù
Giulietta nacque in una famiglia di chiara vocazione artistica, cosmopolita e internazionale. Il suo bisnonno, Antonio Gordigiani (1761-1820), fu un importante cantante d'opera che trionfò a Venezia interpretando diversi ruoli nelle opere di Giuseppe Gazzaniga, Nicola Antonio Zingarelli e Sebastiano Nasolini. Antonio cantava spesso in compagnia della moglie, Sofia Ducloître, di origine corsa. Nel 1811, durante un concerto privato a cui partecipò Napoleone I, fu nominato cantante di camera dell'imperatore e si trasferì a Parigi fino al 1815. Il matrimonio di Antonio e Sofia ebbe diversi figli, uno dei quali fu Luigi Gordigiani (1806-1860), nonno di Giulietta, che fu cantante, pianista e compositore. Giovanni Battista, il fratello di Luigi, sviluppò anche una carriera come baritono, compositore e professore e si esibì in diversi palcoscenici italiani. Luigi Gordigiani ottenne un grande successo e riconoscimento che lo portarono ad essere conosciuto come lo “Schubert italiano”.
Suo padre, Michele Gordigiani (1835-1909) fu un importante pittore e ritrattista di fama internazionale, molto apprezzato dalle case reali dell'epoca. Sua madre, Gabriella Coujère (1839-1917), di padre francese e madre russa, si occupò di letteratura, teosofia e occultismo, frequentando i circoli filosofici florentini e collaborando nella fondazione della Biblioteca Teosofica di Firenze.
Dotata di notevoli qualità artistiche, Giulietta si distinse, fin dall'inizio della sua formazione musicale, come cantante e pianista. Durante la sua giovinezza frequentò il mondo intellettuale fiorentino della fine del XIX secolo, nel quale si distinse per la sua voce d'oro e il suo talento al pianoforte. In 1895 conobbe Gabriele D’Annunzio, che la ritrasse nel suo romanzo "Il Fuoco" nella figura di Donatella Arvale, una giovane e bella cantante. Giulietta strinse amicizia anche con Eleonora Duse, che si era stabilita a Firenze nel 1888. Eleonora Duse aiutò Giulietta a debuttare a Parigi nel 1896 e a emanciparsi dai legami familiari. 
Il suo debutto a Parigi in 1896 e i concerti tenuti più tardi a Berlino, San Pietroburgo e Mosca lasciavano intravedere una promettente carriera musicale, della quale la giovane Giulietta si sentiva molto fiera. Un futuro professionale che ha interruppe nel 1899 per sposare berlinese Robert von Mendelssohn (1857-1917), discendente di Moses Mendelssohn e membro della famosa dinastia berlinese di banchieri, artisti e accademici legata ai più alti livelli della società prussiana, nonché musicista dilettante.

## Vita a Berlino
Il 12 di gennaio di 1900 nacque a Berlino la prima figlia di Giulietta, Eleonora von Mendelssohn, che la madre chiamava affettuosamente la “Musa della Musica” e che ricevette il nome in onore della Duse (la sua madrina di battesimo). Il 6 di settembre di 1901 Giulietta diede alla luce Francesco von Mendelssohn e il 15 di settembre di 1903, Angelica von Mendelssohn.
A Berlino, Giulietta continuò a cantare e suonare in compagnia di musicisti di fama internazionale, in concerti e recital, insieme al marito, a Joseph Joachim e a tutti i musicisti e personalità appassionate alla musica che frequentavano la sua casa: come i violinisti Eugène Ysaÿe, Carl Flesch e Karl Klinger; i pianisti Arthur Rubinstein, Arthur Schnabel, Edwin Fischer e Bruno Eisner, i violoncellisti Pau Casals o Yehudi Menuhin o personalità della scienza come Max Planck, eccellente pianista, o Albert Einstein, violinista dilettante. Altri amici e assidui al suo esclusivo salone berlinese erano eminenti politici, uomini di affari, diplomatici e rappresentanti dell'Europa di prima della guerra, come il Kaiser di Germania e Re di Prussia Guglielmo II, il ministro degli Esteri della Repubblica di Weimar, Walter Rathenau o il politico e ambasciatore tedesco Bernhard von Bülow. Inoltre riceveva artisti come Isadora Duncan e Gordon Craig o personaggi influenti come Maria von Thurn und Taxis, Rainer Maria Rilke, Hugo von Hofmannsthal e Gerhart Hauptmann. 
Durante gli anni della Prima Guerra Mondiale, la malattia di Robert von Mendelssohn peggiorò e il 20 agosto 1917 morì a Berlino. 

## Ritorno in Italia
Nell'agosto 1919 Giulietta ritornò in Italia con la figlia Angelica e riprese l'attività musicale come pianista. Nel 1923 iniziò una relazione con il violoncellista catalano Gaspar Cassadó, che conobbe grazie al suo figlio Francesco von Mendelssohn e con il quale visse a Firenze per oltre trent'anni. Grandi virtuosi, Giulietta e Gaspar iniziarono una stretta collaborazione artistica e crearono un duo di violoncello e pianoforte con il quale percorsero i palcoscenici di vari paesi europei per oltre un decennio. Il duo Cassadó von Mendelssohn-Gordigiani riscosse sempre un grande successo, raccogliendo l'elogio del pubblico e l'ammirazione della critica. Nel 1925 si esibirono a Firenze, Roma, Vienna, Londra e Napoli e a settembre suonarono insieme per la prima volta, nel Teatro della Fenice di Venezia, la Sonata per pianoforte e violoncello di Cassadó. Nel 1926, il duo suonò a Vienna; in seguito Gaspar Cassadó trascorse un periodo a Londra dove fu sorpreso dalla morte del padre, Joachim Cassadó, e dove compose l'opera Rapsodia catalana. Nell'autunno di 1926 fecero un tour in Catalogna, esibendosi al Teatro Principale di Olot (Girona) e al Palau della Musica Catalana di Barcellona e terminarono l'anno a Vienna. Nel 1927 si esibirono a Parigi, Firenze e Germania e l'anno successivo a Parigi, Montecarlo, Vienna e Berlino. In questa ultima città, Gaspar Cassadó tenne un concerto con l'Orchestra Filarmonica di Berlino diretta da Wilhelm Furtwängler in omaggio al 100º anniversario della morte di Franz Schubert, interpretando il suo adattamento della Sonata Arpeggione per violoncello e orchestra. 
All'inizio del 1929, Giulietta e Gaspar si esibirono a Trieste, Firenze, Marsiglia e Londra; in ottobre tornarono a Berlino e l'anno successivo si recarono in tournée a Roma, Francoforte, Parigi e Vienna. Dal 1931 la frequenza dei loro concerti cominciò a diminuire, poiché Gaspar Cassadó iniziò una tournée da solo in Europa. Nel 1932 suonarono insieme a Firenze, Londra, Vienna e Barcellona e, nel 1933, ad Algeri. 
Dal 1933, quando i nazisti arrivarono al potere in Germania, gli eventi della vita di Giulietta furono condizionati dal fatto di essere la vedova di Robert von Mendelssohn e proprietaria di beni di grande interesse per le più alte sfere e autorità naziste nel territorio del Reich; come preziosi immobili, una parte della banca Mendelssohn & Co. e un'inestimabile collezione di quadri, tra i quali spiccava, come oggetto di particolare desiderio, il ritratto di Hendrickje Stoffels di Rembrandt van Rijn. Un dipinto che Hitler acquistò per la sua collezione personale e che i Monument Men ritrovarono nelle miniere di sale di Altaussee alla fine della Seconda Guerra Mondiale.
Negli anni 50, i suoi figli Eleonora e Francesco von Mendelssohn chiesero la restituzione del ritratto di Hendrickje Stoffels, ma la sentenza fu sfavorevole e il quadro passò a mani dello stato tedesco. Dopo alcuni anni di esposizione a Monaco di Baviera, il dipinto fu ceduto allo Städel Museum di Francoforte dove, nel 1969, fu esclusa la possibilità che si trattasse di un lavoro autografo di Rembrandt. Dopo decenni di oblio, il dipinto è stato recuperato agli inizi del secolo XXI dal magazzino del museo ed esposto nella galleria degli antichi maestri, con dubbi sulla sua attribuzione. Dopo la morte di Eleonora von Mendelssohn nel 1951, Francesco chiese la restituzione dei quadri del resto della collezione familiare esposti nei musei viennesi. 
Giulietta trascorse gli ultimi anni della sua vita nella sua villa di Striano e è morì a Firenze la notte del 27 febbraio 1957 assistita dai suoi familiari e amici e da Gaspar Cassadó che, profondamente commosso, suonò per lei per tutta la notte.